# Michael Dempsey
Michael Dempsey (Salisbury, 29 novembre 1958) è un bassista inglese, famoso per essere stato membro dei Cure e degli Associates.

## Biografia
In formazione con i Cure dalla loro nascita, cioè dal 1976, fino al 1979, ha aiutato a caratterizzare il sound iniziale del gruppo. Originale nello stile bassistico pulsante e vivo, era abile nelle linee veloci, che probabilmente ha sempre preferito (ne siano testimonianza pezzi come Object, It's Not You, Grinding Halt) ma che ne hanno determinato con tutta probabilità la fuoriuscita dal gruppo (per stessa ammissione di Smith).
Il gruppo stava inseguendo uno stile diverso; nelle cadenze lente e ripetitive tipiche del dark rock, Simon Gallup si è facilmente calato col suo bassismo molto diverso, più puntuale ma meno "espressionistico". Detiene comunque il piccolo "record" di essere stato l'unico membro del gruppo oltre a Smith ad aver cantato in una pubblicazione ufficiale (la cover di Foxy Lady), visto che il frontman si è sempre fatto carico anche delle tracce vocali di sottofondo.
Uscito dal gruppo all'inizio del 1980, dopo il solo Three Imaginary Boys, si è unito agli Associates di Billy Mackenzie, rimanendoci fino al 1983 dopo la pubblicazione del loro successo Sulk.
Ha fatto poi parte dei The Lotus Eaters di Liverpool, con cui ha pubblicato l'unico album No Sense of Sin e raccolte varie.
Negli ultimi anni si è dedicato a vari lavori nel mondo dello spettacolo, come consulenza creativa a vari clienti (Warner Strategic Marketing, Universal), musica per pubblicità e colonne sonore con la sua compagnia MDM Media. Partecipa anche nella compagnia analoga BDM Music.
Nel 2007 ha aiutato l'ex compagno dei Cure Laurence Tolhurst nel mixaggio di alcune tracce del suo album dei Levinhurst House by the Sea.